# Кирибати на Светском првенству у атлетици на отвореном 2017.
Кирибати су учествовали на Светском првенству у атлетици на отвореном 2017. одржаном у Лондону од 4. до 13. августа десети пут. Репрезентацију Кирибата представљао је један атлетичар који се такмичио у трци на 100 метара ,.
На овом првенству такмичар Кирибати није освојио ниједну медаљу али је остварио свој најбољи резултат сезоне.

## Учесници
Мушкарци:
- Мобера Тонана — 100 м

## Резултати

### Мушкарци
| Атлетичар     | Дисциплина | Лични рекорд | Предтакмичење    | Предтакмичење | Квалификације        | Квалификације        | Полуфинале           | Полуфинале           | Финале               | Финале       | Детаљи |
| Атлетичар     | Дисциплина | Лични рекорд | Резултат         | Место         | Резултат             | Место                | Резултат             | Место                | Резултат             | Место        | Детаљи |
| ------------- | ---------- | ------------ | ---------------- | ------------- | -------------------- | -------------------- | -------------------- | -------------------- | -------------------- | ------------ | ------ |
| Мобера Тонана | 100 м      | 11,89        | 11,91 (.909) ЛРС | 6. у гр. 2    | Није се квалификовао | Није се квалификовао | Није се квалификовао | Није се квалификовао | Није се квалификовао | 57 / 58 (62) |        |